# Łukowe
Łukowe – wieś w Polsce położona w województwie podkarpackim, w powiecie sanockim, w gminie Zagórz. Leży nad rzeką Kalniczką.

## Części wsi
| SIMC    | Nazwa       | Rodzaj    |
| ------- | ----------- | --------- |
| 0362631 | Bania       | część wsi |
| 0362648 | Pod Kiczerą | część wsi |

## Historia
W 1449 roku Jan Steczkowicz z Tarnawy zapisał część ze swych dóbr w wysokości 300 grzywien swojej żonie Zofii we wsiach Czaszyn, Tarnawa, Poraż, Osława, Zagórz, Wielopole, Łukowe i Serednie (obecnie Średnie Wielkie).
W połowie XIX wieku właścicielami posiadłości tabularnej w Łukowem byli Piotr i Magdalena Romer. W 1861 jako właściciel tamtejszej posiadłości tabularnej figurował Jerzy Rapf. Pod koniec XIX właścicielami posiadłości tabularnej w Łukowem byli Józef Herzig, Pineles Chaja, Bina Spira, Samuel Herzig.
W II Rzeczypospolitej wieś w powiecie leskim województwa lwowskiego. W latach 1934–1954 istniała gmina Łukowe. Od października 1939 roku do sierpnia 1944 gmina wchodziła w skład powiatu sanockiego, w dystrykcie krakowskim Generalnego Gubernatorstwa.
W latach 1944–1947 nacjonaliści ukraińscy z OUN-UPA zamordowali 35 Polaków, w tym kierownika szkoły i 7 żołnierzy Wojska Polskiego, oraz 2 Ukraińców (matkę i syna).
W latach 1954–1972 wieś należała i była siedzibą władz gromady Łukowa. W latach 1975–1998 miejscowość położona była w województwie krośnieńskim.
21 października 2022 roku Szkoła Podstawowa w Łukowem przyjęła za swojego patrona generała Tadeusza Jordan Rozwadowskiego (1866-1928)